# 負けるが勝ち (戯曲)

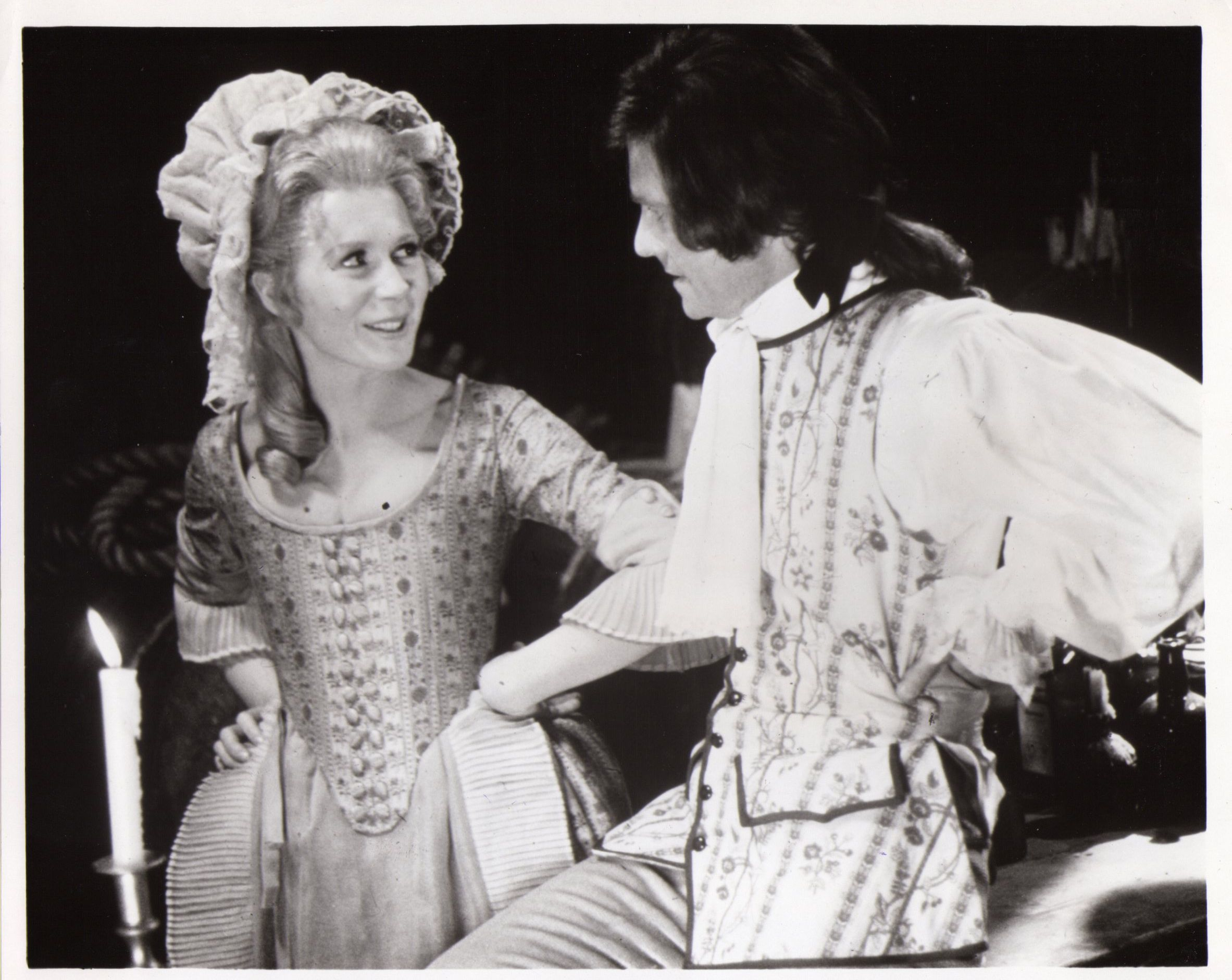
1971年: BBC製作版でのジュリエット・ミルズとトム・コートネイ

『負けるが勝ち』（まけるがかち、原題: She Stoops to Conquer）は、オリヴァー・ゴールドスミスによる喜劇である。1773年にロンドンで初演された。『低く出て勝つ』とも訳される。
本戯曲は、英文学の研究対象としてや、英語圏での演劇の授業で人気がある。18世紀からその魅力を維持し続けている数少ない戯曲の1つであり、現在も定期的に上演されている。数度にわたり映画化されている（1914年や1923年）。
当初は『Mistakes of a Night』と題されており、戯曲内での出来事はある長い夜の間に起こる。1778年、ジョン・オキーフがスピンオフの『街に出たトニー・ランプキン』（Tony Lumpkin in Town）を書いた。
本戯曲は慣用表現『Ask me no questions and I'll tell you no lies.』の起源として有名である。

## 登場人物
- チャールズ・マーロウ
- ミス・ケイト・ハードカッスル
- ジョージ・ハードカッスル
- トニー・ランプキン（英語版）
- ハードカッスル氏
- ハードカッスル夫人
- ミス・コンスタンス・ネビル
- サー・チャールズ・マーロウ